# Явление Иисуса Христа Деве Марии

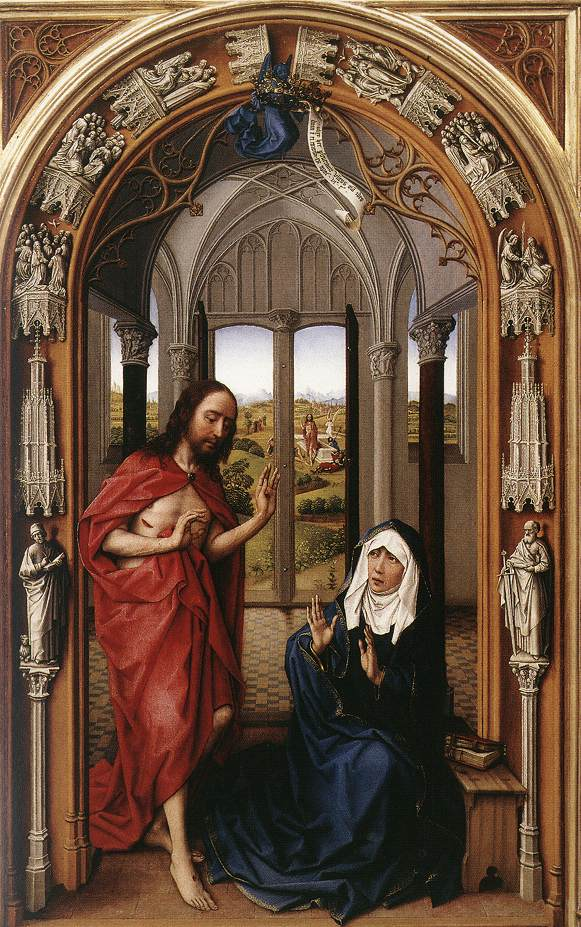
Картина Рогира ван дер Вейдена. 1440. Нью-Йорк, Музей Метрополитен. В раскрытое окно на заднем плане видно как Иисус покидает гробницу, а три жены-мироносицы идут к ней

Явление Иисуса Христа своей матери в текстах канонических Евангелий отсутствует, хотя в них есть рассказы о других его посмертных явлениях ученикам.
Однако западноевропейское христианство, тем не менее, считало, что Христос являлся Деве Марии в течение 40 дней между своим Распятием и Вознесением.

## Тексты
Святой Амвросий в IV веке писал в Liber de Virginitate, что Христос явился впервые Деве Марии, а не Марии Магдалине: «Таким образом Мария видела воскресение Господа: она была первой, кто увидела Его, и она уверовала». Псевдо-Бонавентура в «Размышлениях о жизни Христа» подробно рассказывает, как утром в день Воскресения, когда три Марии-мироносицы направились к Гробу, сама Богородица оставалась дома, молясь в слезах, чтобы её сын явился и утешил её. И действительно, Христос явился перед ней, облаченный в белые одежды. Она пала перед ним на колени, и он тоже преклонился. Затем оба поднялись и приветствовали друг друга.

## Живопись
Сюжет впервые встречается в живописи начала XIV века. Популяризации его содействовали иезуиты, реже он встречается в искусстве Контрреформации.
В живописи этот сюжет (варианты названия: Посещение Марии Христом, Христос является Богоматери) изображает Христа перед Девой Марией, в свободных одеждах и демонстрирующего свои раны в доказательство своей подлинности. 
Иисус может держать хоругвь Воскресения, эта деталь вместе с отсутствием изображений апостолов даёт возможность правильно определить эпизод и не спутать его с Прощанием Христа с Марией, которое предшествует Страстям и также не отражено в канонических Евангелиях. 
Дева Мария стоит перед Иисусом коленопреклоненная, либо же на скамеечке prie-dieu, либо же обращая к нему свои объятия.
Другое истолкование этого сюжета основывается на мнении о том, что именно в этот момент Христос как раз вернулся после Сошествия в ад. Поэтому он изображается со свитой искупивших свои грехи патриархов и пророков Ветхого завета, во главе с Адамом и Евой, которых он вывел из лимба. Иногда спасённые входят вместе с Иисусом в сионскую горницу, где Мария оплакивала сына. Встречается вариант явления Христа Марии с Сошествием в ад на заднем плане. Однако композицию с двумя действующими лицами — Христом и Марией — отличает бо́льшая эмоциональность и именно этот тип иконографии был наиболее распространён.